# Dresdner (Huhn)
Dresdner sind eine Haushuhnrasse, die unter reinen Leistungsaspekten von Alfred Zumpe aus bereits bestehenden Rassen gezüchtet wurde.
Die Entwicklung und Zucht dieser Rasse erfolgte 1955 in der Region um Dresden.
Im Laufe der Zeit hat sich allerdings der reine Leistungsaspekt dieser Rasse zum Teil in einen Schönheitsaspekt gewandelt, was ihre regelmäßige relativ große Präsenz auf Rassegeflügelausstellungen beweist.
Sie gelten als Zweinutzungsrasse (Zwiehuhn), die ihr Futter besonders gut verwerten.
Während des Winterhalbjahrs sinkt die Legebereitschaft nur geringfügig ab.
Im Allgemeinen ist diese Rasse besonders gut an kalte Witterungen angepasst, da ein Rosenkamm nicht so zu Erfrierungen neigt wie ein Einfachkamm.
In seltenen Fällen, so wie bei der Leistungsprüfung der Dresdner, legen Hennen weit über 220 Eier.
Sie gelten daher für Privathalter als besonders attraktiv.
Des Weiteren besitzen sie helles Fleisch, welches nicht faserig ist, womit die zweite Eigenschaft eines Zwiehuhns, nämlich das Fleischerzeugnis, abgedeckt ist.
Vom Typ her sind sie relativ breit mit einem mittelhohen Stand.
Der Körper sollte möglichst gestreckt sein und der Rücken in leichtem Schwung zum Sattel hin ansteigen, ohne allerdings einen Winkel im Schwanzübergang aufzuweisen.
Den Kopf ziert ein breit angesetzter Rosenkamm.
Vom Wesen her sind sie äußerst zutraulich dem Menschen gegenüber, wohingegen Hähne oftmals in starkem Maße ihr Revier verteidigen wollen.
Daher sind kleinere Rangordnungskämpfe, die meistens unblutig ausgehen, nicht zu vermeiden.
Dieses Verhalten ist auch bei den Hennen zu beobachten, die auch zu Futterneid neigen, ein Merkmal für eine gute Eierlegerin.
Neben den Farbenschlägen schwarz, weiß und rostrebhuhnfarbig wurde das Dresdner Huhn ursprünglich in einem goldbraunen Farbenschlag gezüchtet.
Dies ist vor allem durch die Einkreuzung der Rasse New Hampshire zurückzuführen.
Jedoch wurde die Farbe der Dresdner in braun umbenannt, da durch die genannte Einkreuzung der New Hampshire eine zu starke Angleichung der beiden Rassen die Folge war.
Außerdem fallen bei genauerer Betrachtung der beiden Farbenschläge deutliche Unterschiede auf.
Der Farbenschlag „goldbraun“ besitzt einen sogenannten „Dreiklang“, d. h. das Halsgefieder, das Sattelgefieder sowie das Mantelgefieder sollen drei unterschiedliche Farben besitzen.
Bei den Dresdnern und somit bei dem Farbenschlag „braun“ muss die Halsfarbe weitestgehend der Sattelfarbe entsprechen. Andere Zeichnungsmerkmale gelten als Ausschlussfehler und würden zur maßgeblichen Zurückstufung des Tieres bei der Bewertung auf Ausstellungen führen.
Mit dem Zwerg-Dresdner existiert auch eine Zwerghuhnrasse, die vom gleichen Sonderverein betreut wird. Die Zwerg-Dresdner, zahlenmäßig häufiger als die Großrasse, kommt in den Farbenschlägen braun, schwarz, weiß, gesperbert und rost-rebhuhnfarbig und braun-blaugezeichnet vor.